# Cannonball (The Breeders)
Cannonball is een nummer van de Amerikaanse alternatieve rockband The Breeders uit 1993. Het is de eerste single van hun tweede studioalbum Last Splash.
Het nummer, met een cryptische tekst, haalde een bescheiden 40e positie in de Amerikaanse Billboard Hot 100. Ook werden de hitlijsten gehaald in het Verenigd Koninkrijk, Frankrijk, Australië en Nederland. In Nederland haalde "Cannonball" de 12e positie in de Tipparade. The Breeders hebben daarna nooit meer een hit gescoord.